# ويليام إل. ويبستر
ويليام إل. ويبستر (بالإنجليزية: William L. Webster)‏ هو محامي أمريكي، ولد في 17 سبتمبر 1953 في كارثج في الولايات المتحدة.